# 枚方フットボールクラブ
枚方フットボールクラブ（ひらかたフットボールクラブ）は、大阪府枚方市で活動するサッカーのクラブチームである。1969年4月創立。略称は「枚方FC」「ヒラフト」。

## 沿革
- 1969年4月 - 有沢総合病院（現：天の川病院）外科部長近江達氏がコーチとなり創立。枚方市立開成小学校の児童達にサッカーの指導を始める[1]。
- 1970年4月 - 「開成サッカースポーツ少年団」として正式発足[1]。
- 1972年4月 - 枚方市の他の小学校（五常小学校、香陽小学校、春日小学校、山之上小学校）からの児童参加を契機に「香里ヶ丘スポーツ少年団」と改称する[1]。
- 1973年12月 - 地域に根ざしたサッカークラブチームを目指し、枚方フットボールクラブと改称する[1]。
- 1977年8月 - ユースチームが第1回ユースリーグ（現：日本クラブユースサッカー選手権（U-18）大会）で優勝する[1][2]。
- 1984年 - ユースチームが第8回全日本クラブユースサッカー選手権大会（現：日本クラブユースサッカー選手権（U-18）大会）で優勝する[1][2]。
- 1991年 - ユースチームが第15回全日本クラブユースサッカー選手権大会で準優勝する[1][2]。
- 2020年 - トップチームが第27回全国クラブチームサッカー選手権大会に出場[3]。

## クラブ構成

### 大人のチーム[4]
- ユナイテッド（社会人トップチーム、大阪府社会人サッカーリーグプラチナリーグ所属）
- イルマオ（社会人サテライトチーム）
- マスターズ（シニアチーム）
- スペリオール（育成組織所属者の保護者チーム）

### 育成組織
- カンテラ（ユース年代=U-16/17/18）
- マシア（ジュニアユース世代=U-13/14/15）
- ガンナーズ（ジュニア世代のうちの中・高学年=U-9/10/11/12）
- ボンバーズ（ジュニア世代のうちの低学年=U-7/8）
- チャオ（幼稚園年代=U-6）

育成組織は、2017年にガンバ大阪のアカデミーチームとパートナーシップ契約（業務提携）を結んでいる。これ以前もガンバは枚方FCに指導者を派遣していた。

## 戦績

### ユナイテッド（リーグ戦）
| 年度 | 所属               | 順位 | 勝点 | 試合 | 勝 | 分 | 敗 | 得 | 失 | 差 |
| 2013 | 大阪府2部Aブロック | 4位  | 8    | 7    | 2  | 2  | 3  | 10 | 13 | -3 |
| 2014 | 大阪府2部Bブロック | 5位  | 8    | 7    | 2  | 2  | 3  | 12 | 8  | 4  |
| 2015 | 大阪府2部Aブロック | 4位  | 18   | 9    | 5  | 3  | 1  | 19 | 9  | 10 |
| 2016 | 大阪府2部Cブロック | 4位  | 16   | 9    | 5  | 1  | 3  | 27 | 15 | 12 |
| 2017 | 大阪府2部Cブロック | 5位  | 13   | 9    | 3  | 4  | 2  | 17 | 9  | 8  |
| 2018 | 大阪府2部Cブロック | 4位  | 13   | 9    | 4  | 1  | 4  | 15 | 15 | 0  |
| 2019 | 大阪府2部Bブロック | 2位  | 22   | 9    | 7  | 1  | 1  | 29 | 7  | 22 |
| 2020 | 大阪府2部Aブロック | 優勝 | 22   | 9    | 7  | 1  | 1  | 15 | 6  | 9  |
| 2021 | 大阪府1部          | 7位  | 14   | 9    | 4  | 2  | 3  | 19 | 15 | 4  |
| 2022 | 大阪府1部          | 6位  | 25   | 15   | 7  | 4  | 4  | 24 | 17 | 7  |
| 2023 | 大阪府1部          | 9位  | 19   | 15   | 5  | 4  | 6  | 17 | 19 | -2 |
| 2024 | 大阪府プラチナ     | 6位  | 17   | 14   | 5  | 2  | 7  | 31 | 24 | 7  |

## 試合・練習会場
- 枚方市立陸上競技場（主に社会人チームが使用）
- パナソニックアリーナ
- 香里ケ丘中央公園運動広場[6]
- 淀川スタジアム（淀川河川公園枚方地区）
- いきいきランド交野[7]グラウンド
- その他枚方市・交野市内の小学校のグラウンド

## 出身者
- 安井真
- 佐々木博和
- 小松晃二
- 北川勝士
- 岩城孝次：京都サンガF.C.　チーフトレーナー
- 長田治郎
- 宮澤浩
- 石丸清隆：愛媛FC監督
- 廣長優志
- 内田哲兵
- 狩野倫久：U-19日本女子代表 前監督
- 山田尚幸
- 能登正人
- 浜中耕史
- 定國智之
- 齋藤和希
- 武田太一
- 大垣勇樹